# Photographie Kirlian

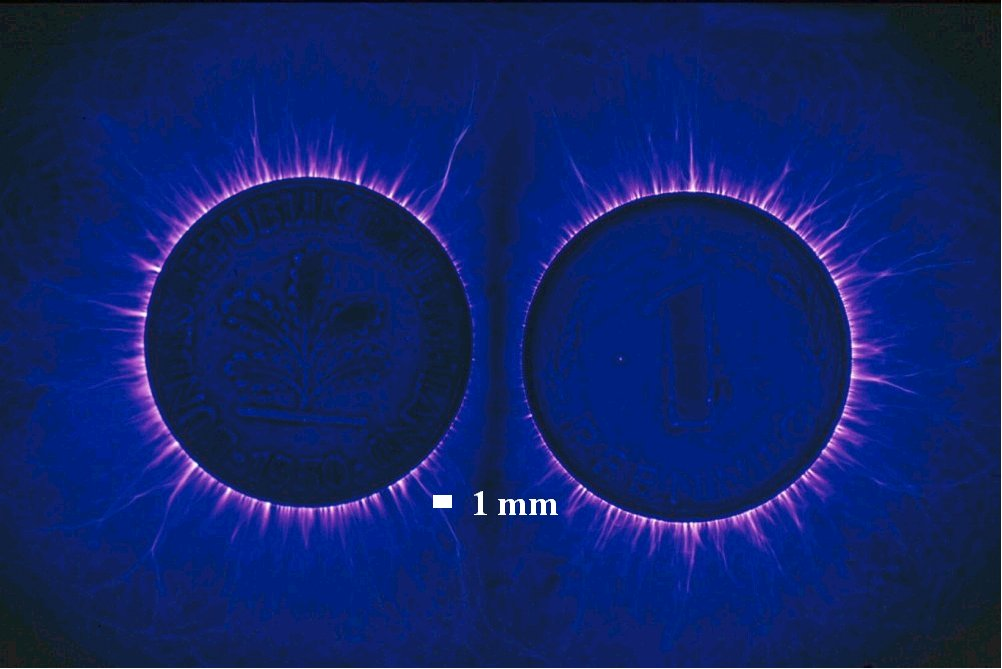
Photographie Kirlian de deux pièces de monnaie.

Le procédé dit photographie Kirlian (ou effet Kirlian) a été découvert accidentellement en 1939 par le technicien soviétique Semyon Kirlian et sa femme, la journaliste et enseignante Valentina Kirlian. Les clichés Kirlian montrent un halo lumineux autour d'un objet soumis à une haute tension électrique.
Pour Kirlian et ses successeurs, attachés au domaine de la parapsychologie et des médecines énergétiques, la photographie Kirlian serait une manifestation de l'aura humaine. Ce phénomène est devenu populaire lors de la parution du livre de Sheila Ostrander et Lynn Schroeder, Psychic Discoveries, en 1970.
Il a cependant depuis été démontré que le halo lumineux présent autour des objets photographiés est dû à l'effet corona.

## Descriptions

### Halo lumineux
La photographie Kirlian, ou photographie à haute fréquence, « redécouverte » en 1939 en Union soviétique par les époux Kirlian, permet de visualiser un halo lumineux ressemblant à une aura de couleurs variées, large d'environ 1 à 3 cm, autour d'objets ou d'êtres vivants. Ce halo lumineux est expliqué par « une ionisation gazeuse engendrée aux abords immédiats du sujet plongé dans un fort champ électrique alternatif ».

### La feuille fantôme
Les Kirlian, ayant coupé un morceau d'une feuille, eurent la surprise d'obtenir une photographie ressemblant à une feuille entière. Ceci appuierait l'idée de l'« aura » qui persisterait même dans les parties manquantes de l'objet.
Selon trois chercheurs indiens, Kejariwal, Chattopadhya et Choudhury (1983), la photographie de l'effet « feuille fantôme » est relativement facile avec une fréquence au-dessus de 100 kHz et une tension nominale entre les deux électrodes entre 15 et 20 kV.
Des chercheurs de l'université Drexel, à Philadelphie, ont montré qu'ils étaient incapables de reproduire ce phénomène quand le verre utilisé pour photographier la feuille originale est remplacé par un nouveau verre, avant la prise de vue de la feuille déchirée. Ils ont également démontré que plusieurs paramètres, comme l'humidité ou la pression, pouvaient faire varier le halo en forme, en couleur ou en taille. De la même façon, des objets inanimés peuvent produire des images de halo.

## Explications
Des études scientifiques ont démontré que l'effet corona était à l'origine des halos. Dans une pièce sombre, cet effet est visible comme une faible lueur. Dans le cas de la photographie Kirlian, du fait de la tension élevée, le film photographique est affecté plus profondément que dans un cas d'utilisation normale, donnant naissance aux volutes colorées observées.
D'après les chercheurs de l'université Drexel, les phénomènes de variations et de persistance des halos sont dus à des rayures microscopiques sur la surface du verre utilisé lors de la préparation de l'image.
Les promoteurs de l’effet Kirlian, sans nier l'existence d'un processus physique permettant la création de ces halos, considèrent que leur forme et leur couleur seraient influencées par l'état énergétique[pas clair] de l'objet de la photographie.[réf. nécessaire] Selon Kirlian, l'effet serait une manifestation de « la conversion des propriétés non-électriques d'un objet ou d'un corps en propriétés électriques, avec un transfert direct des charges de l'objet ou du corps sur l'émulsion photographique ».[réf. nécessaire] Certains thérapeutes ("médecines" bioénergétiques) utilisent le procédé Kirlian afin d'établir un « diagnostic énergétique » sur des personnes.
À ce jour, la communauté scientifique ne reconnaît pas l'existence des concepts d’« aura » ou de « corps éthérique » et l'effet Kirlian n'est pas reconnu comme une manifestation de leur existence.

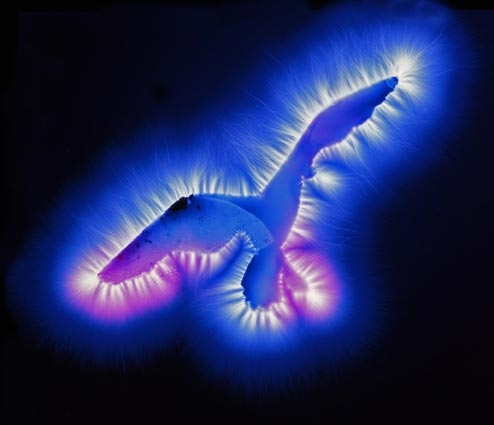
Effet Kirlian sur la silhouette d'un oiseau.
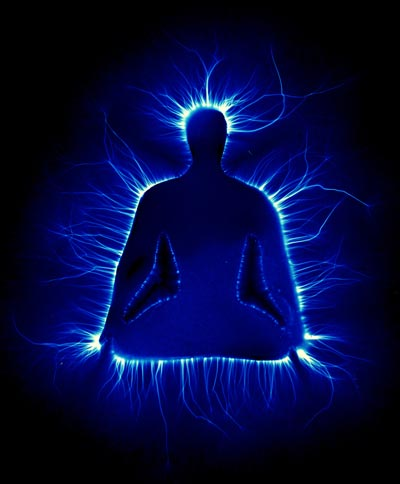
Effet Kirlian sur la position du lotus.
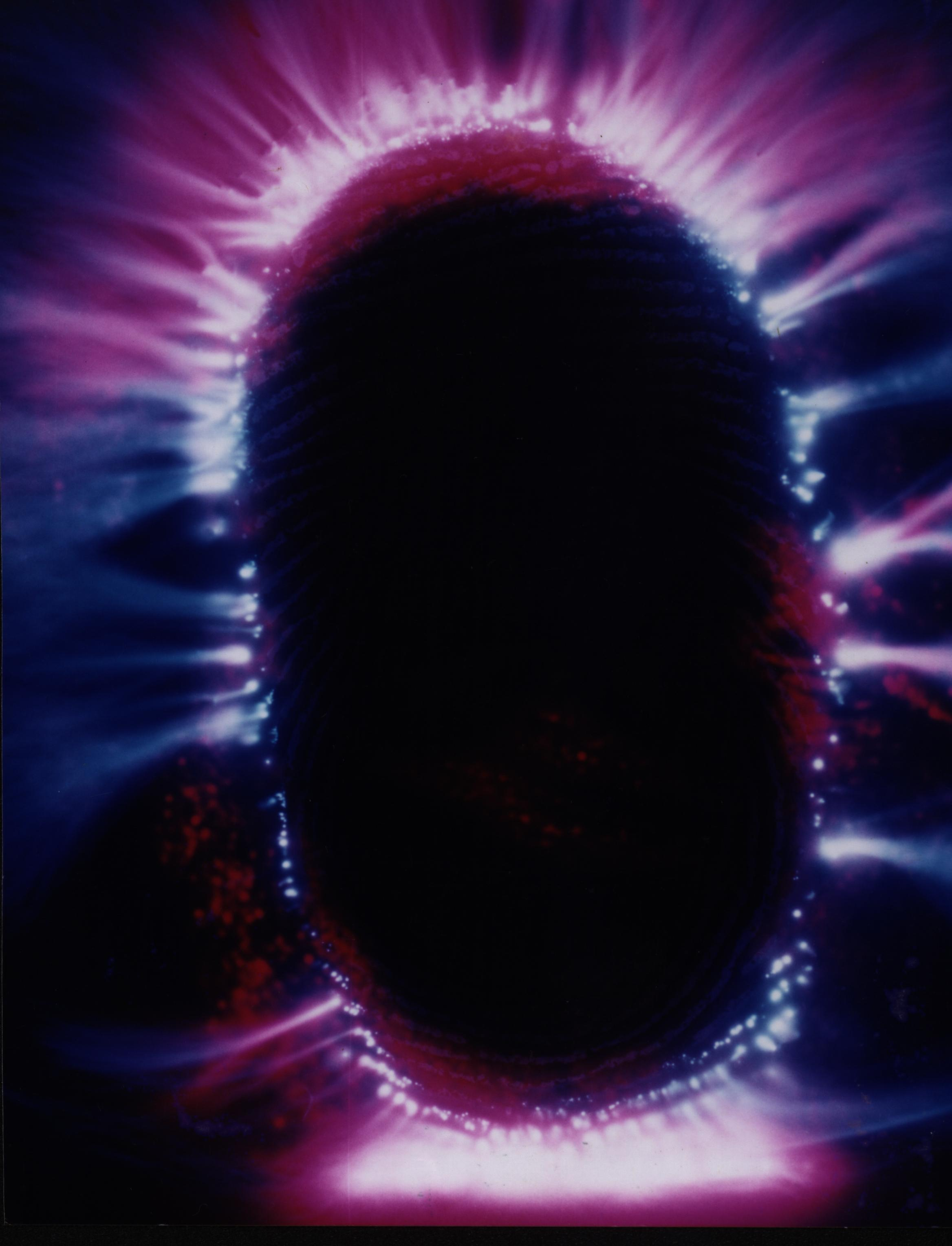
Doigt en photographie Kirlian.
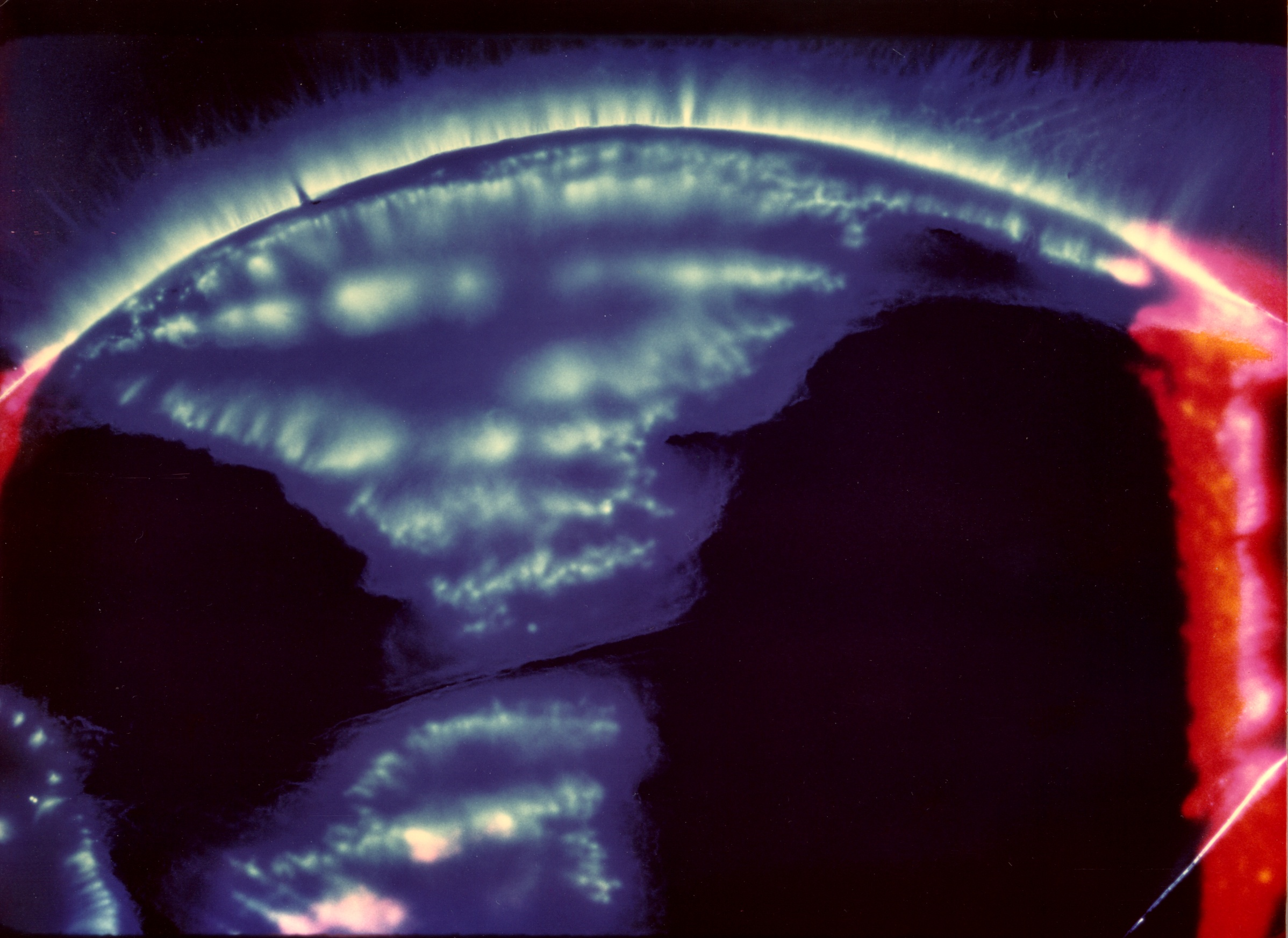
Pour une feuille.
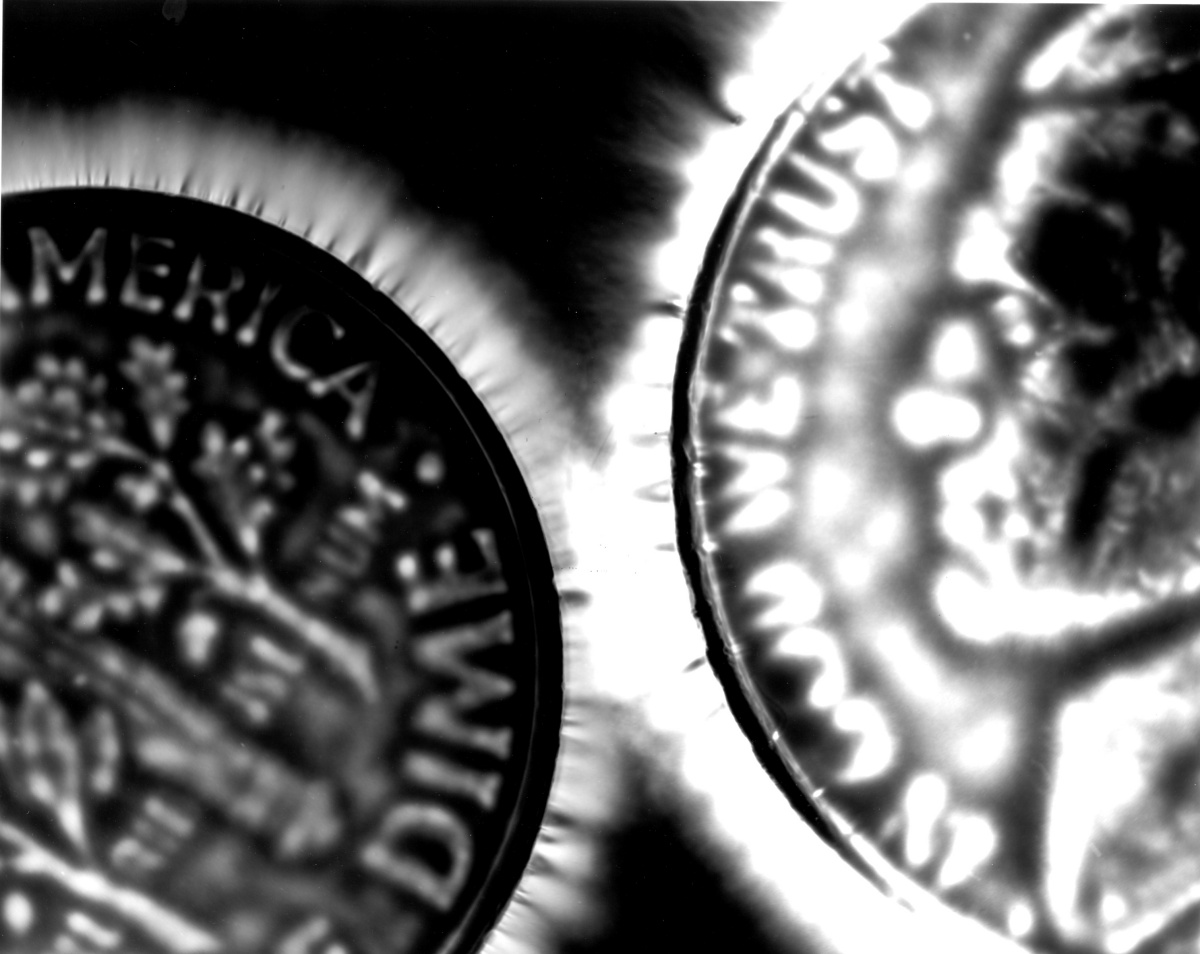
Pour deux pièces métalliques.

## Utilisation
En 1992, le professeur Seto de l'Université de Médecine de Kyoto publie les résultats d'une étude dans laquelle il utilise la photographie Kirlian pour ses recherches sur les interactions entre les champs électromagnétiques et les pratiques de guérison, notamment celles des magnétiseurs et autres praticiens de médecines alternatives. Ses recherches auraient été reprises par  le professeur Kokubo qui publie une étude en 2006.

## Dans la culture populaire
- Dans le roman de science-fiction Le Colosse anarchique d'A. E. van Vogt, la société décrite par  l'auteur repose sur l'utilisation de l'effet Kirlian.
- Dans la trilogie de G. Morris (Gilles-Maurice Dumoulin) "Les Plasmoïdes" chez Anticipation Fleuve Noir, les humains infectés par les dits Plasmoïdes sont repérables grâce à l'Effet Kirlian.
- Dans le film britannique The Exorcism of Karen Walker (2018) de Steve Lawson, le personnage tombe sur des photographies Kirlian de plusieurs personnes de sa famille dont une qui lui permet de confirmer une possession.
- Dans le film Le Pouvoir des plantes (1979) de Jonathan Sarno, la photographie Kirlian est utilisée pour élucider un meurtre dont le seul témoin est une plante verte.
- Le groupe Kirlian Camera a pris ce nom en référence à l'effet Kirlian.
- Le mot « Kirlian » a donné son nom au pokémon Kirlia.
- Évocation de la photographie Kirlian dans "L'alchimiste" (premier tome de la saga littéraire Les Secrets De L'Alchimiste Nicolas Flamel).
- Les auras Kirlian sont évoquées à travers les visions d'auras vécues par le narrateur du roman "Insomnie" de Stephen King (1994).